# マリア崇拝
マリア崇拝（マリアすうはい、Mariolatry、Marianismo）とは、聖母マリアを崇拝する宗教的行為。欧州古代の多神教的信仰、特に女神崇拝が形を変えて引き継がれたものにも見え、キリスト教では禁じられている。
これは、カトリック教会でもマリア崇敬とは区別し、禁じている。しかし、一部のプロテスタントの教派は、カトリック教会におけるマリア崇敬を「崇拝」していると捉え、批判している。

## 「マリア崇拝」(Mariolatry)の用語
18世紀及び19世紀において、様々なプロテスタント教派が「マリア崇拝」(Mariolatry)という用語を使い始めた。この用語はカトリック教会におけるマリア崇敬、聖公会のアングロ・カトリック主義、そして東方正教会における聖母マリアへの信心業の実践について言及したものである。この用語を使用するプロテスタント各教派の見解によると、マリアに対して極端に注意を払うことは、神に対する崇拝から道を逸っているばかりでなく、実際に偶像崇拝に接触するものだとしている。
この傾向は、時と共に様々な方向に向かっていき、その間に一部のプロテスタント教派は、マリアに注意に対する彼らの態度を時々和らげ、その他の教派は、21世紀において、マリアへの態度について、ますます反対の立場を強めていった。その例として、2006年5月のイギリスにおける「ウォルシンガムの聖母」の祝典の間、聖公会とカトリック教会は、「聖母行列」を行ったが、これにプロテスタントは、「カトリック教会は、偶像崇拝とマリア崇拝(Mariolatry)」と書かれた看板を持ち、野次を飛ばした。

## カトリック教会
ローマ教皇を最高指導者とするカトリック教会は、以下のように分類し、三位一体の神に捧げられる礼拝(ラトレイア・Latria 神礼拝)を、聖母マリアに対して捧げる事はマリア崇拝として禁じている。
- hyperdulia　被造物の中で最も崇高なものとしての聖母マリアへの崇敬
- dulia　天使や諸聖人への崇敬
- cultus civilis　長上への尊敬

## フェミニズム
フェミニズムにおいては、女性の至高性の表現として肯定的に見られている。
一方、中南米では、聖母マリアを理想の女性に掲げることにより、性役割意識が強化された（マリアニスモ）。
。
シモーヌ・ド・ボーヴォワールは、「第二の性」の中で、「聖母マリア崇拝は男らしさの最高の勝利の象徴である」と述べており、女性に従順・母性・純潔を求める規範であることで男性の利益にかなう存在だとの見方を示している。